# متحف توتنيس

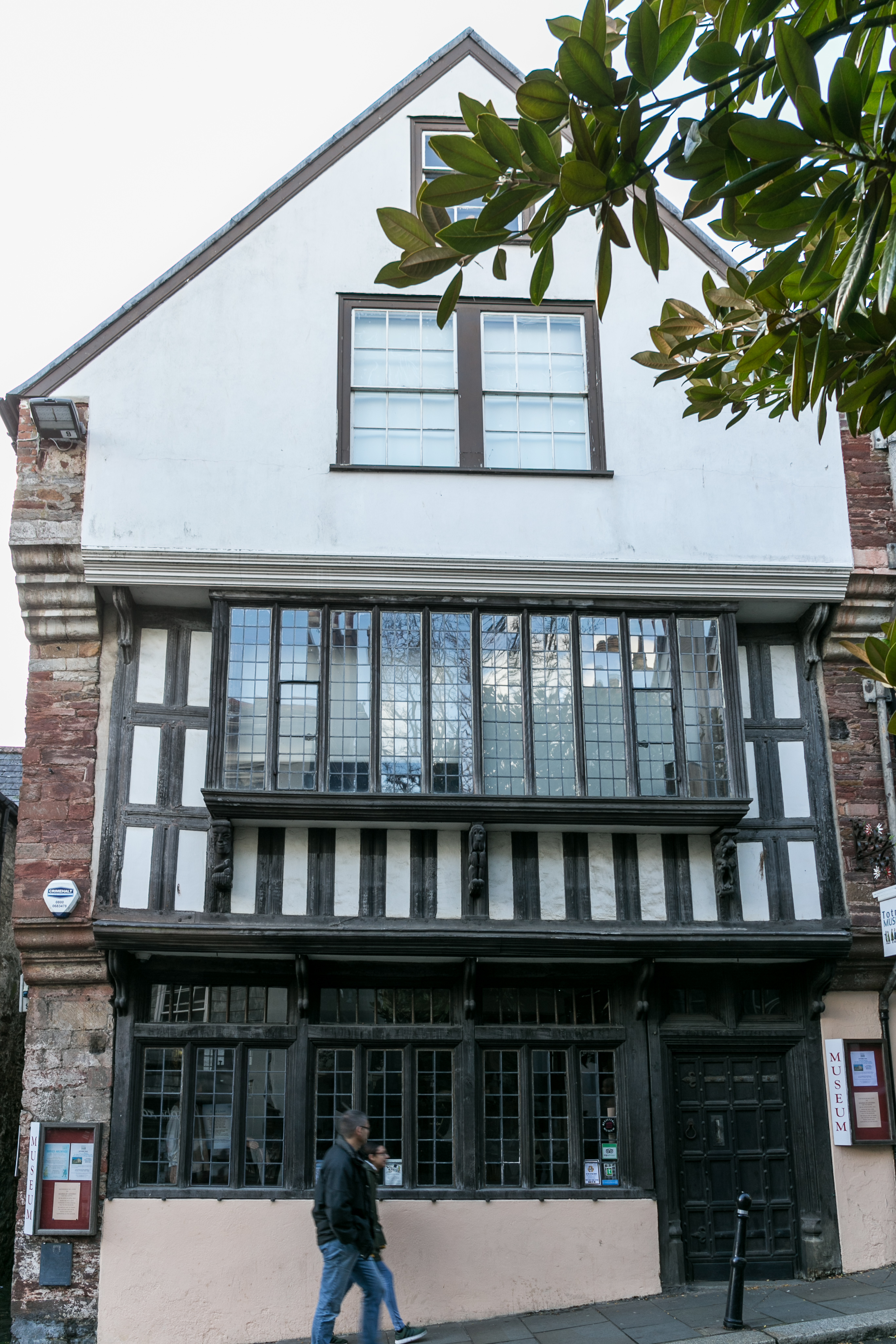
البيت الإليزابيثي لمتحف توتنيس كما يُرى من شارع فور، توتنس.

متحف توتنيس (المعروف سابقًا باسم Totnes Elizabethan House and Museum) هو متحف محلي [الإنجليزية] يقع في مدينة توتنيس، جنوب ديفون، في جنوب غرب إنجلترا.
يقع المتحف في منزل تاجر إليزابيثي مدرج من الدرجة الأولى تم بناؤه حوالي عام 1575 لعائلة كيلاند. لا يزال المنزل يحتوي على العديد من الميزات الأصلية. في عام 1958 ، اشترى مجلس مدينة توتنيس البيت الإليزابيثي وأعاده بعناية إلى مجده السابق. في عام 1961 ، افتتح البيت الإليزابيثي للجمهور باسم متحف توتنيس. تُشغل المنظمة الخيرية "Totnes Museum Trust" متحف توتنيس، والدخول مجاني.
يمتد متحف توتنيس على مبنيين وثلاثة طوابق بما في ذلك اثني عشر صالة عرض وفناء وحديقة أعشاب. نحو الجزء الخلفي من متحف توتنيس هو Totnes Archive.
المجموعات تعود من 5000BC حتى يومنا هذا. تتراوح هذه من الاكتشافات الأثرية المبكرة ، والعملات المعدنية التي تم سكها في توتنيس خلال العصر السكسوني ، والتحف الإليزابيثية ، والفيكتورية الزائلة. يهدف المتحف إلى ترفيه وتثقيف الزوار بالتاريخ الثقافي والاقتصادي والاجتماعي لتوتنيس.
تشمل معارض المتحف المختلفة معرض فورهال ، ومعرض المطبخ وغرفة باباج ، والتي تعرض تاريخ تشارلز باباج ، عالم الرياضيات الفيكتوري الذي اخترع محرك الفرق والمحرك التحليلي ، بالعمل مع أدا لوفلايس. كانت هذه هي السلائف الميكانيكية للكمبيوتر الحديث. قضى باباج شبابه في توتنيس ودرس في مدرسة الملك إدوارد السادس النحوية هناك.
حديقة متحف توتنيس
يحتوي متحف توتنيس أيضًا على حديقة رائعة يمكن زيارتها على مدار السنة في الجزء الخلفي من المتحف. تحتوي الحديقة على العديد من الأعشاب التي وجدت مرة واحدة في حدائق العصر الإليزابيثي من بين العديد من النباتات الأخرى. يتم الاعتناء بحديقة متحف توتنيس بإخلاص من قبل المتطوعين المتفانين في حدائق توتنيس.